# 松岸站
松岸站（日语：／ Matsugishi eki */?）是一個位於日本千葉縣銚子市長塚町五丁目，屬於東日本旅客鐵道（JR東日本）的鐵路車站。此站的所屬線是總武本線，另有成田線停靠，共兩條路線。
此站是軌道名稱上的成田線終點，但成田線的列車全數途經總武本線直通至銚子站。特急列車通過此站，不會認為往銚子站是重複乘車。

## 車站構造

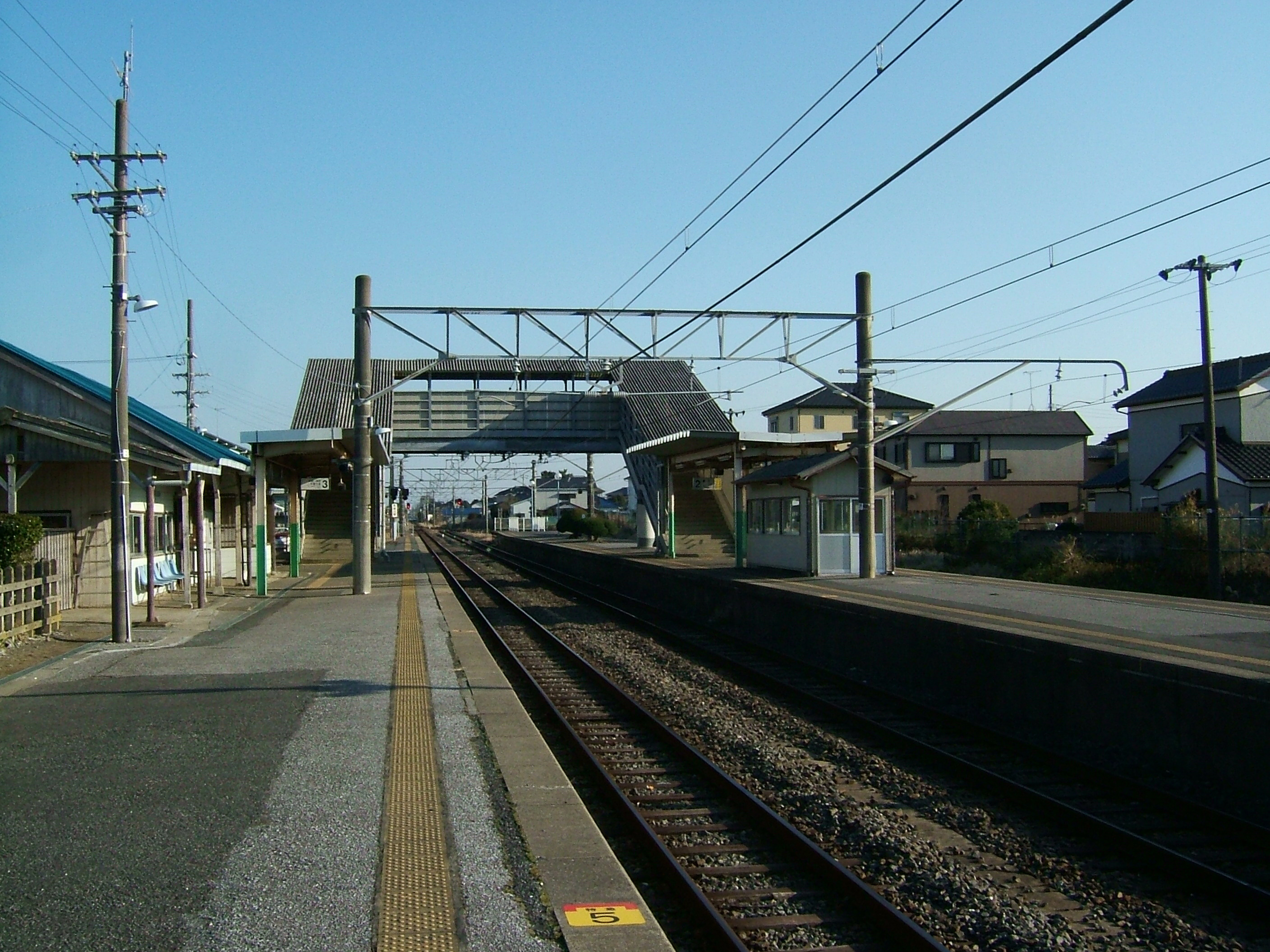
車站月台（2006年1月12日）

側式月台1面1線與島式月台1面2線，合計2面3線的地面車站。各月台以跨線橋聯絡。側式月台北側連接站舍，內部設有候車室和窻口。
閘口附近曾設有補票處，現在不再使用。

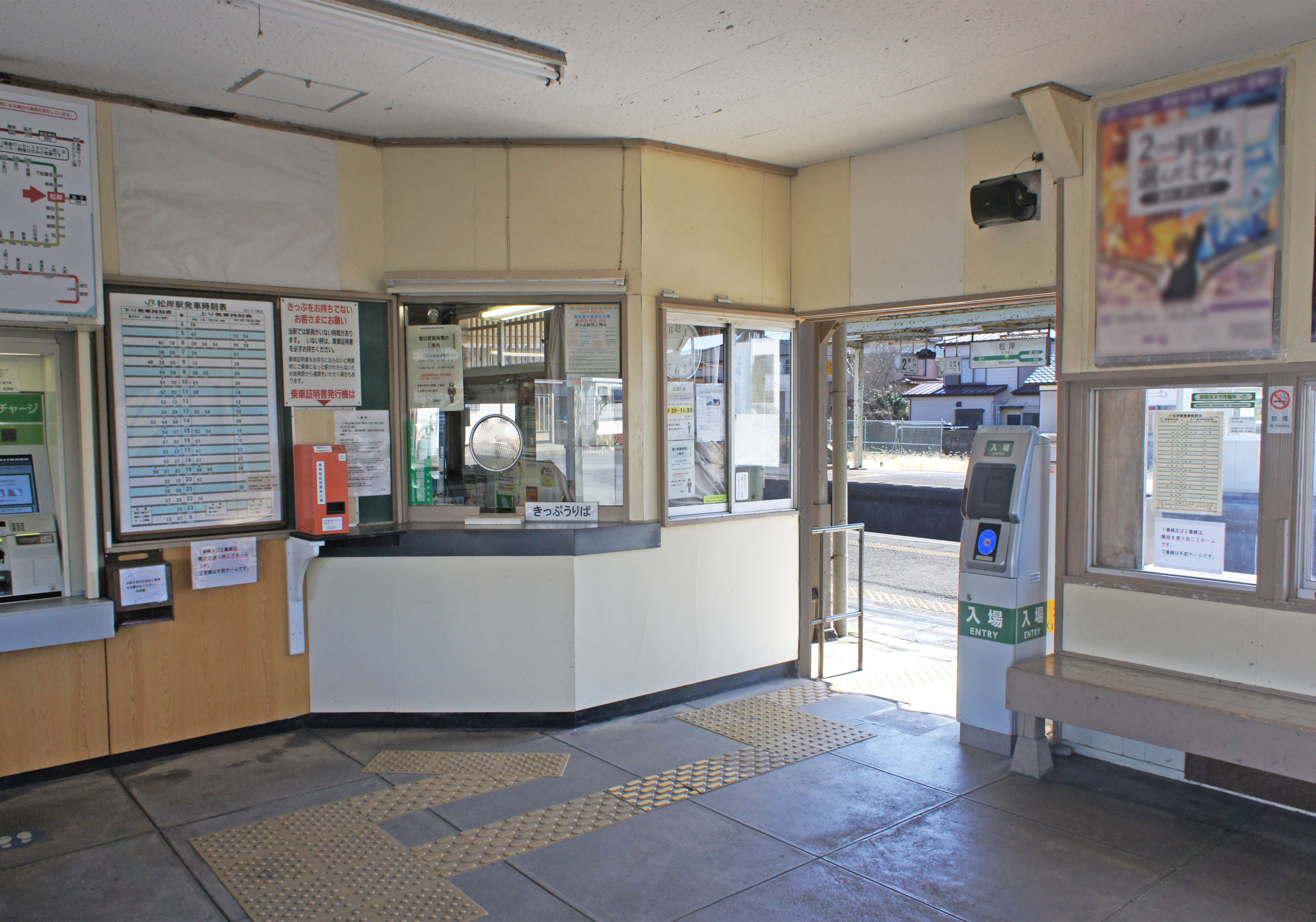
檢票口（2022年2月）
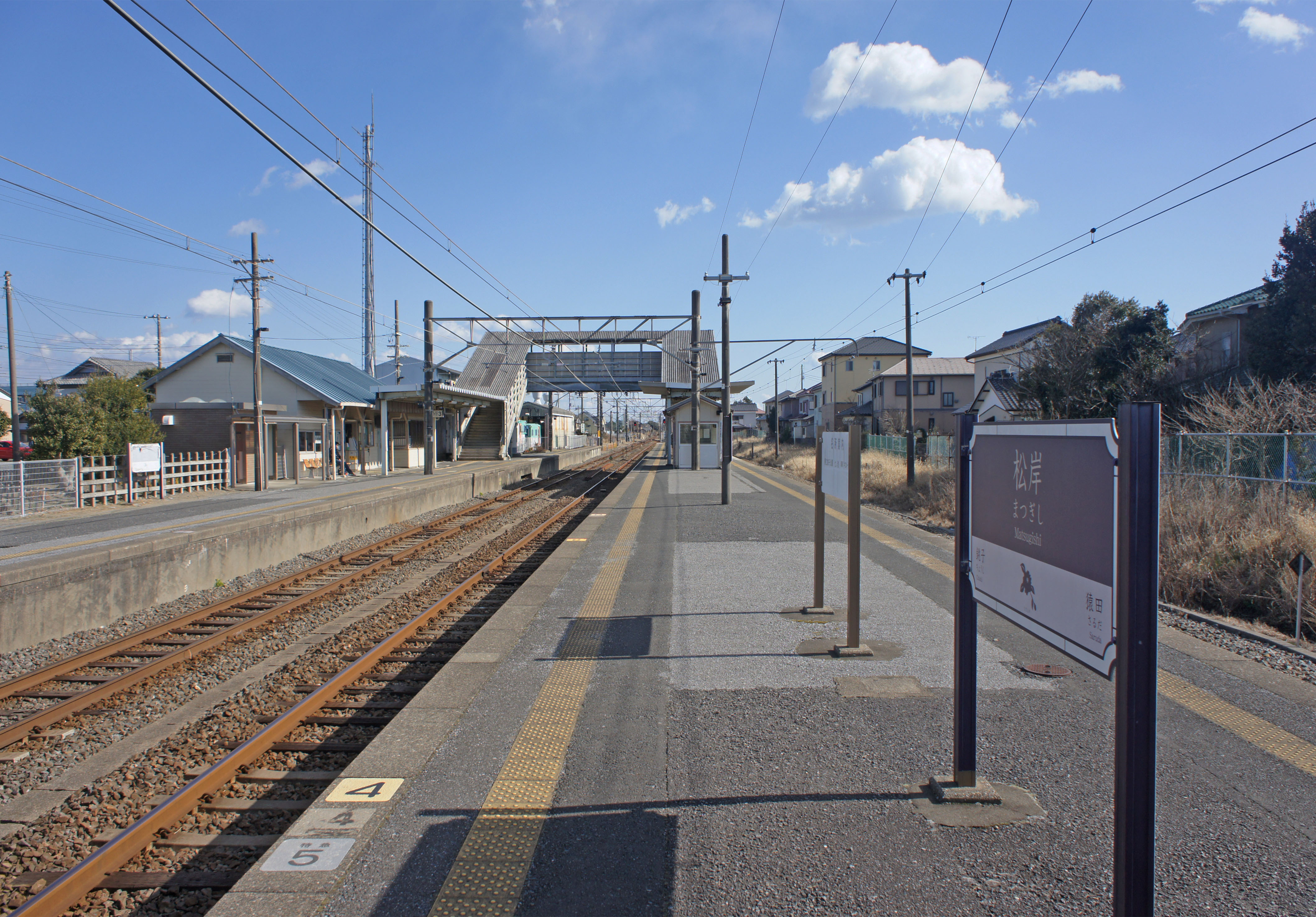
月台（2022年2月）

### 月台配置
此站的站舍側月台為3號月台，離站舍最遠的月台為1號月台。
| 月台 | 路線              | 方向 | 目的地                             | 備註         |
| ---- | ----------------- | ---- | ---------------------------------- | ------------ |
| 1    | ■總武本線 成田線  | 上行 | 旭、成東、千葉方向 成田線 一部列車 |              |
| 2    | ■總武本線 ■成田線 | 下行 | 銚子方向                           | 一部分列車   |
| 3    | ■成田線           | 上行 | 佐原、成田、千葉方向               |              |
| 3    | ■總武本線 ■成田線 | 下行 | 銚子方向                           | 通常在此月台 |

（來源：JR東日本:車站構內圖 （页面存档备份，存于））

## 使用情況
2019年（令和元年）度的1日平均上車人次為468人。
根據JR東日本與千葉縣統計年鑑，近年1日平均上車人次推移如下表。
| 年度               | 1日平均 上車人次 | 來源     |
| ------------------ | ---------------- | -------- |
| 1990年（平成02年） | 854              | [ * 1 ]  |
| 1991年（平成03年） | 874              | [ * 2 ]  |
| 1992年（平成04年） | 872              | [ * 3 ]  |
| 1993年（平成05年） | 779              | [ * 4 ]  |
| 1994年（平成06年） | 735              | [ * 5 ]  |
| 1995年（平成07年） | 741              | [ * 6 ]  |
| 1996年（平成08年） | 725              | [ * 7 ]  |
| 1997年（平成09年） | 692              | [ * 8 ]  |
| 1998年（平成10年） | 684              | [ * 9 ]  |
| 1999年（平成11年） | 651              | [ * 10 ] |
| 2000年（平成12年） | 611              | [ * 11 ] |
| 2001年（平成13年） | 625              | [ * 12 ] |
| 2002年（平成14年） | 617              | [ * 13 ] |
| 2003年（平成15年） | 616              | [ * 14 ] |
| 2004年（平成16年） | 630              | [ * 15 ] |
| 2005年（平成17年） | 641              | [ * 16 ] |
| 2006年（平成18年） | 633              | [ * 17 ] |
| 2007年（平成19年） | 596              | [ * 18 ] |
| 2008年（平成20年） | 566              | [ * 19 ] |
| 2009年（平成21年） | 532              | [ * 20 ] |
| 2010年（平成22年） | 501              | [ * 21 ] |
| 2011年（平成23年） | 471              | [ * 22 ] |
| 2012年（平成24年） | 460              | [ * 23 ] |
| 2013年（平成25年） | 470              | [ * 24 ] |
| 2014年（平成26年） | 481              | [ * 25 ] |
| 2015年（平成27年） | 497              | [ * 26 ] |
| 2016年（平成28年） | 502              | [ * 27 ] |
| 2017年（平成29年） | 471              | [ * 28 ] |
| 2018年（平成30年） | 457              |          |
| 2019年（令和元年） | 468              |          |

## 相鄰車站
東日本旅客鐵道（JR東日本）
■總武本線
猿田－松岸－銚子
■成田線（此站－銚子站間為總武本線）
椎柴－松岸－銚子

### 使用情況
1. ↑  千葉県統計年鑑 （页面存档备份，存于） - 千葉県
2. ↑  銚子市統計書 （页面存档备份，存于） - 銚子市

JR東日本2000年度以後上車人次
1. ↑  各駅の乗車人員（2000年度） （页面存档备份，存于） - JR東日本
2. ↑  各駅の乗車人員（2001年度） （页面存档备份，存于） - JR東日本
3. ↑  各駅の乗車人員（2002年度） （页面存档备份，存于） - JR東日本
4. ↑  各駅の乗車人員（2003年度） （页面存档备份，存于） - JR東日本
5. ↑  各駅の乗車人員（2004年度） （页面存档备份，存于） - JR東日本
6. ↑  各駅の乗車人員（2005年度） （页面存档备份，存于） - JR東日本
7. ↑  各駅の乗車人員（2006年度） （页面存档备份，存于） - JR東日本
8. ↑  各駅の乗車人員（2007年度） （页面存档备份，存于） - JR東日本
9. ↑  各駅の乗車人員（2008年度） （页面存档备份，存于） - JR東日本
10. ↑  各駅の乗車人員（2009年度） （页面存档备份，存于） - JR東日本
11. ↑  各駅の乗車人員（2010年度） （页面存档备份，存于） - JR東日本
12. ↑  各駅の乗車人員（2011年度） （页面存档备份，存于） - JR東日本
13. ↑  各駅の乗車人員（2012年度） （页面存档备份，存于） - JR東日本
14. ↑  各駅の乗車人員（2013年度） （页面存档备份，存于） - JR東日本
15. ↑  各駅の乗車人員（2014年度） （页面存档备份，存于） - JR東日本
16. ↑  各駅の乗車人員（2015年度） （页面存档备份，存于） - JR東日本
17. ↑  各駅の乗車人員（2016年度） （页面存档备份，存于） - JR東日本
18. ↑  各駅の乗車人員（2017年度） （页面存档备份，存于） - JR東日本
19. ↑  各駅の乗車人員（2018年度） （页面存档备份，存于） - JR東日本
20. ↑  各駅の乗車人員（2019年度） （页面存档备份，存于） - JR東日本

千葉縣統計年鑑
1. ↑  .   [2020-05-11]. （原始内容存档于2020-01-08）.
2. ↑  .   [2020-05-11]. （原始内容存档于2020-01-08）.
3. ↑  .   [2020-05-11]. （原始内容存档于2020-01-08）.
4. ↑  .   [2020-05-11]. （原始内容存档于2020-01-08）.
5. ↑  .   [2020-05-11]. （原始内容存档于2020-01-08）.
6. ↑  .   [2020-05-11]. （原始内容存档于2020-01-08）.
7. ↑  .   [2020-05-11]. （原始内容存档于2020-01-08）.
8. ↑  .   [2020-05-11]. （原始内容存档于2020-01-08）.
9. ↑  .   [2020-05-11]. （原始内容存档于2020-01-08）.
10. ↑  .   [2020-05-11]. （原始内容存档于2017-09-30）.
11. ↑  .   [2020-05-11]. （原始内容存档于2017-09-30）.
12. ↑  .   [2020-05-11]. （原始内容存档于2017-09-30）.
13. ↑  .   [2020-05-11]. （原始内容存档于2017-09-30）.
14. ↑  .   [2020-05-11]. （原始内容存档于2017-09-30）.
15. ↑  .   [2020-05-11]. （原始内容存档于2017-09-30）.
16. ↑  .   [2020-05-11]. （原始内容存档于2020-01-08）.
17. ↑  .   [2020-05-11]. （原始内容存档于2020-01-08）.
18. ↑  .   [2020-05-11]. （原始内容存档于2020-01-08）.
19. ↑  .   [2020-05-11]. （原始内容存档于2017-08-30）.
20. ↑  .   [2020-05-11]. （原始内容存档于2017-08-30）.
21. ↑  .   [2020-05-11]. （原始内容存档于2017-08-30）.
22. ↑  .   [2020-05-11]. （原始内容存档于2017-08-30）.
23. ↑  .   [2020-05-11]. （原始内容存档于2017-08-30）.
24. ↑  .   [2020-05-11]. （原始内容存档于2017-08-11）.
25. ↑  .   [2020-05-11]. （原始内容存档于2017-08-11）.
26. ↑  .   [2020-05-11]. （原始内容存档于2017-08-11）.
27. ↑  .   [2020-05-11]. （原始内容存档于2020-04-24）.
28. ↑  .   [2020-05-11]. （原始内容存档于2020-04-24）.

## 外部連結
- 車站資訊（松岸）：東日本旅客鐵道
- 國土地理院地圖閲覽服務 （页面存档备份，存于） -  松岸站周邊的1/25000地形圖 （页面存档备份，存于）